# 전기기계공학

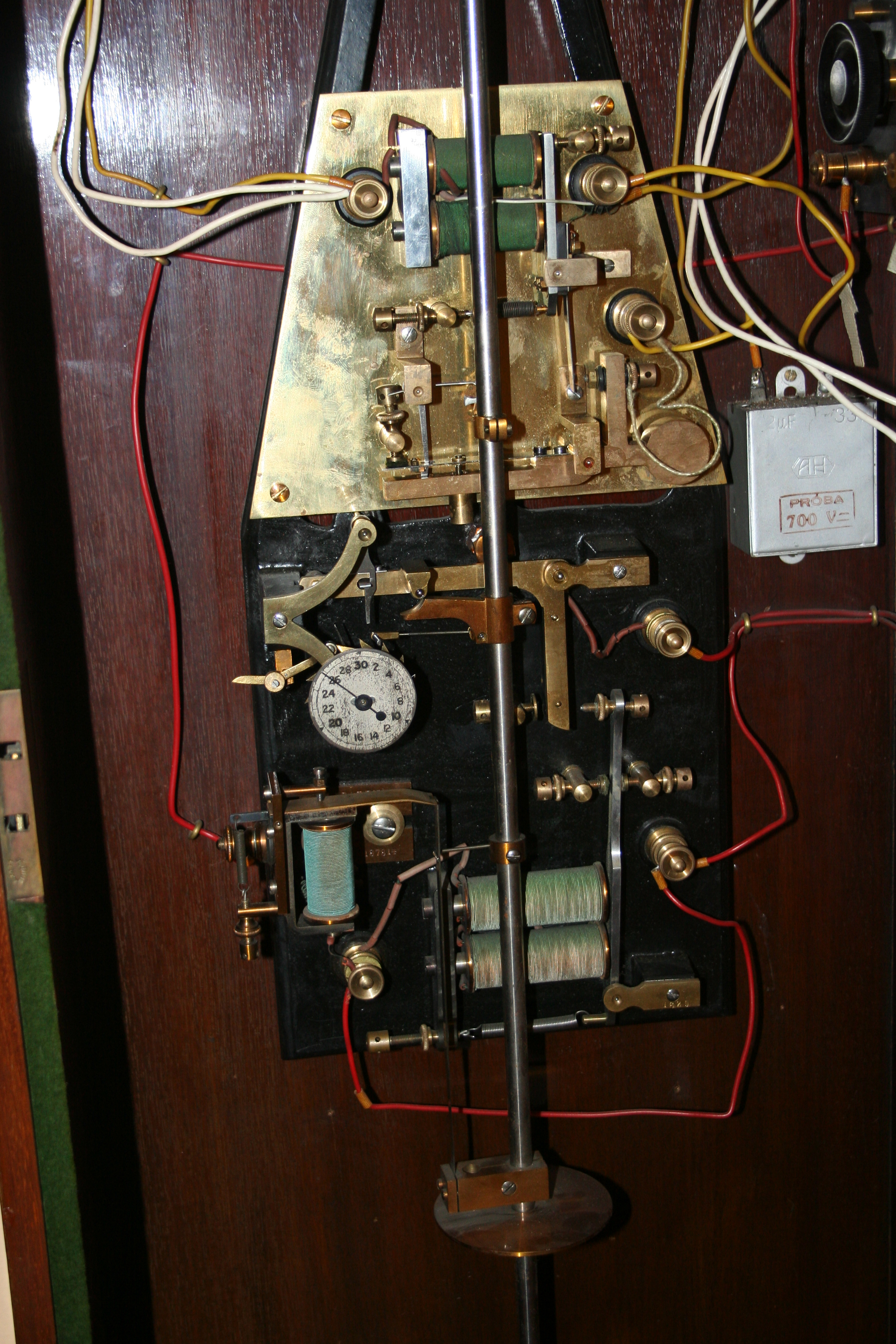
쇼트-싱크로놈 자유진자시계의 메커니즘.

전기기계공학(영어: electromechanics)은 전기공학과 기계공학의 융합분야로서 전기시스템과 기계시스템의 상호작용을 다룬다.  전기기계공학적 장치들은 전기적 과정과 기계적 과정을 모두 수행한다. 가장 엄밀하게 말하자면, 손으로 눌러 입력하는 스위치조차도 “누른다”는 기계적 과정이 전기적 결과를 산출하기 때문에 전기기계공학적 부품이다. 그보다 복잡한 계전기, 솔레노이드 같은 것들도 전기기계공학적 부품에 해당한다.
현대적인 반도체 전자공학이 발달하기 전에는 여러 복잡한 서브시스템에 전기기계공학 장치들이 널리 쓰였다. 전기타자기, 전신타자기, 쇼트-싱크로놈 자유진자시계, 기계식 텔레비전 등이 그 사례이며, 극초기의 디지털 컴퓨터도 전자공학 장치라기보다 전기기계공학 장치에 가까웠다. 오늘날 전기기계공학은 고체전자공학으로 상당부분 대체되었다.

## 같이 보기
- 가산기 (계산기)
- 자동화
- 전기기계
- 전력 변환
- 에니그마 기계
- 기전공학
- 전력공학
- 전자계전기
- 로봇공학
- 온도조절기